# Matthäus von Rosthorn der Jüngere

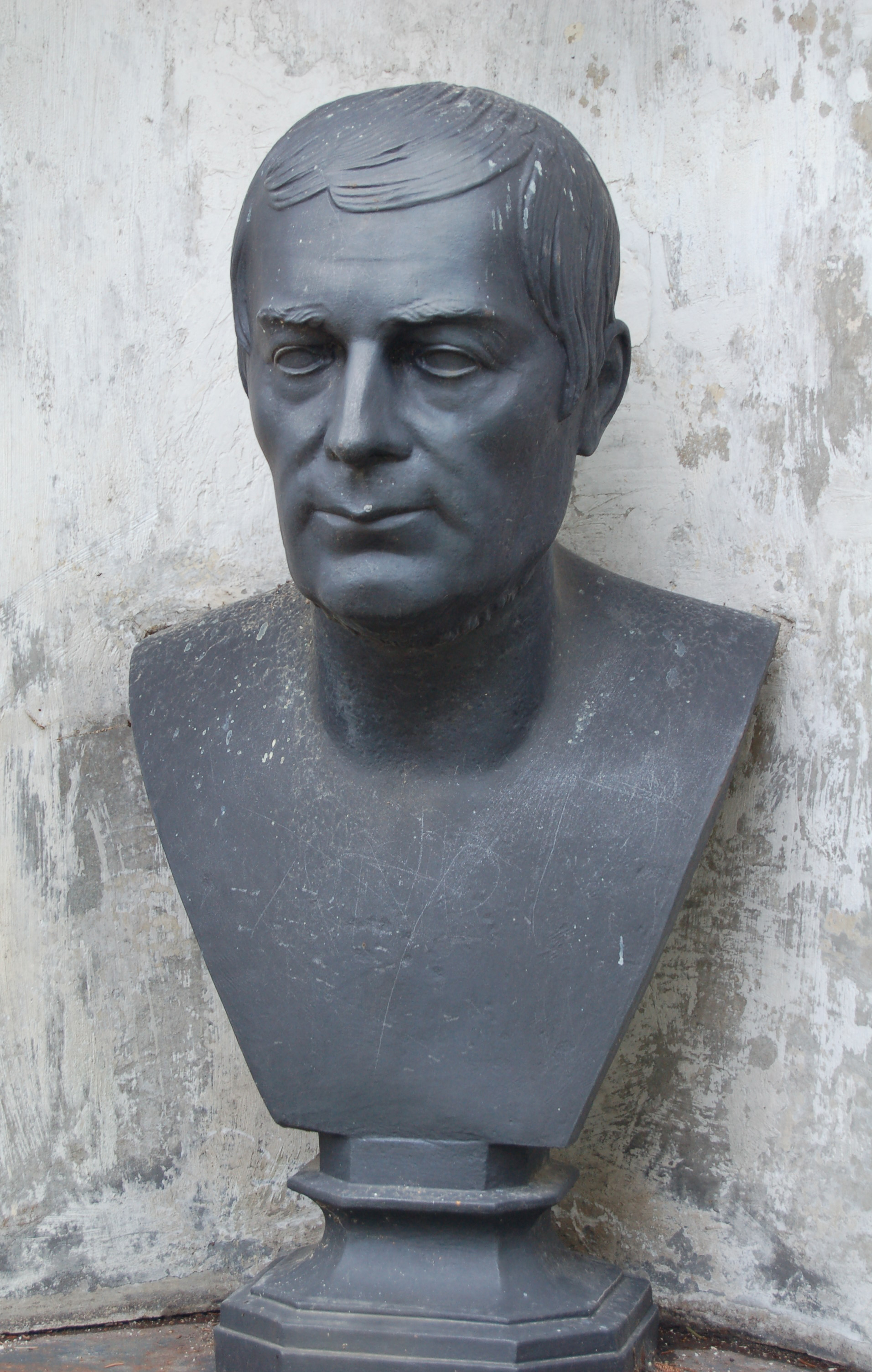
Matthäus von Rosthorn der Jüngere – Büste am Waldegger Friedhof

Matthäus Edler von Rosthorn (* 7. August 1782 in Wien; † 3. Mai 1855 in Wien) war ein österreichischer Industrieller aus der Familie der Edlen von Rosthorn.
Matthäus von Rosthorn, dritter Sohn des gleichnamigen Industriellen Matthäus und dessen dritter Frau Elisabeth See, war schon zeitig im väterlichen Industriebetrieb mittätig. Nachdem sein Halbbruder Thomas 1809 gestorben war, trat er in das Unternehmen voll ein. Gemeinsam mit seinen beiden anderen Brüdern August und Franz verlegte er im Jahr 1816 das Metallwerk von Fahrafeld im Triestingtal nach Oed im benachbarten Piestingtal.
Er war von der Gründung der Kaiser-Ferdinands-Nordbahn 1836 bis zu seinem Tod einer ihrer Direktoren. Als sein Bruder August im Jahr 1843 starb, leitete er das Werk in Oed.
Als Mitglied der österreichischen Handelskammer erwarb er sich große Verdienste.
Matthäus von Rosthorn war zweimal verheiratet und hatte sechs Kinder.